# کارول کوک
کارول کوک (به انگلیسی: Carole Cook) (زاده ۱۴ ژانویهٔ ۱۹۲۴ – درگذشته ۱۱ ژانویهٔ ۲۰۲۳) بازیگر آمریکایی بود.
از فیلم‌های معروف او می‌توان به بازی در فیلم گرندویو، ایالات متحده، گمشده و پیداشده و ژیگولوی آمریکایی اشاره کرد.